# Kurt Geisler

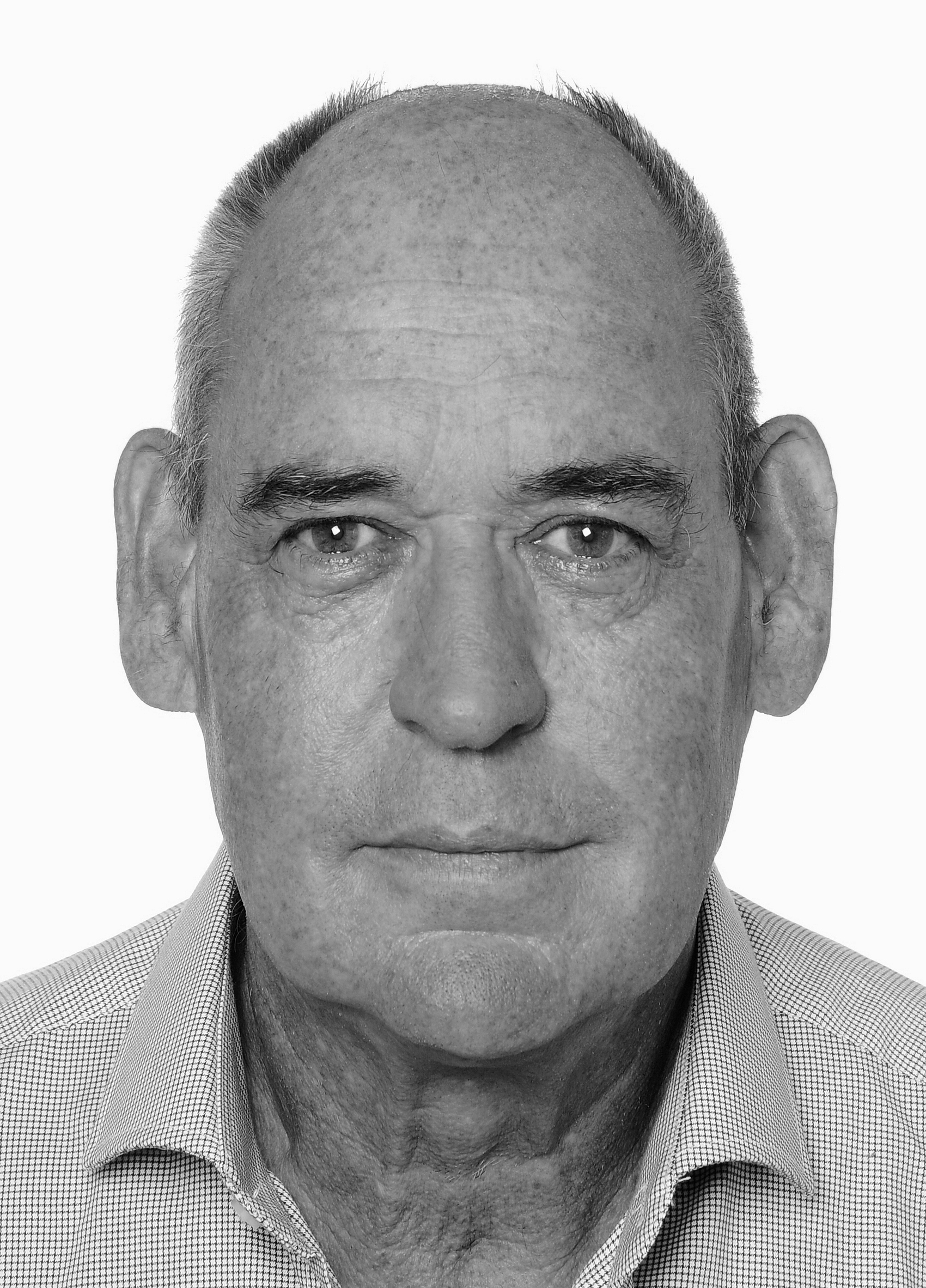
Kurt Geisler (2019)

Kurt Geisler (* 7. Januar 1952 in Kiel) ist ein deutscher Schriftsteller und Pädagoge.

## Leben
Kurt Geisler wurde 1952 als Sohn einer Drogistenfamilie in Kiel geboren. Er legte sein Abitur 1973 am Kieler Wirtschaftsgymnasium ab. Anschließend besuchte er die Universität Kiel, um dort Anglistik, Dänisch und Geographie zu studieren. 1974 musste er sein Studium abbrechen, weil er zum Wehrersatzdienst eingezogen wurde.
1979 nahm er ein Lehramts-Studium an der Pädagogischen Hochschule Kiel auf. 1983 legte er sein 1. Staatsexamen, 1985 sein 2. Staatsexamen ab. Er arbeitete im Schuldienst, bis er 1995 an das Landesinstitut für Qualitätsentwicklung an Schulen Schleswig-Holsteins (IQSH) abgeordnet wurde, um als Projektleiter den Landesbildungsserver Schleswig-Holstein aufzubauen. 2002 wurde er in das Kieler Bildungsministerium berufen.
Kurt Geisler hat in den letzten Jahren einige seiner Kurzgeschichten frei im Internet auf seiner Homepage veröffentlicht.  

## Werke

### Kriminalromane
- Bädersterben, Gmeiner-Verlag, Meßkirch 2010. ISBN 978-3-8392-1094-9.
- Friesenschnee, Gmeiner-Verlag, Meßkirch 2011. ISBN 978-3-8392-1180-9.
- Küstengold, Gmeiner-Verlag, Meßkirch 2012. ISBN 978-3-8392-1309-4.
- Endstation Öresund, Gmeiner-Verlag, Meßkirch 2020. ISBN 978-3-8392-2570-7.
- Endstation Ostsee, Gmeiner-Verlag, Meßkirch 2020. ISBN 978-3-8392-2710-7.

### Kurzgeschichten
- Leichte Beute (in der Krimi-Anthologie Schöner Morden im Norden, 2012, Pendragon Verlag, ISBN 978-3-86532-308-8)